# Kupferzettel
Als Kupferzettel (schwedisch kopparsedlar) bezeichnet man in der Rechts- und Wirtschaftsgeschichte Schwedens eine historische Währung aus dem Kupfer der Bergwerke von Falun.

## Definition
Kupferzettel (= Platten aus Rohkupfer) wurden im Austausch für Handelswaren in den Bergwerksstädten Falun und Västerås ausgegeben. Sie konnten legal vom Inhaber nicht direkt weiterveräußert werden. Die Kupferzettel durften nur in Avesta, in der sich die bedeutendste Münzprägestätte Schwedens befand, nach ihrem Metallgewicht eingetauscht werden. Die Differenz enthielt die staatliche Steuer von einem Fünftel des Wertes.
Die Kupferzettel wurden in Schweden ab dem 17. Jahrhundert gebräuchlich und erst mit Ende des Jahres 1857 offiziell abgeschafft.

## Historische Quellen
Die von Johann Georg Krünitz begründete Oeconomische Encyclopädie (1773–1858) schreibt:
"Unter Kupfer=Zettel versteht man dasjenige Kupfer, welches aus dem fahluner und westerasischen Kupfer=Werke geschickt wird, und von welchem, ehe es nach Stockholm gekommen ist, bereits der Zoll für den König einbehalten worden ist."